# Собраду (Каштелу-ди-Пайва)
Собра́ду (порт. Sobrado) — район (фрегезия) в Португалии, входит в округ Авейру. Является составной частью муниципалитета Каштелу-ди-Пайва. По старому административному делению входил в провинцию Дору-Литорал. Входит в экономико-статистический субрегион Тамега, который входит в Северный регион. Население составляет 2921 человек. Занимает площадь 5,33 км².